# Ewa (distrito)

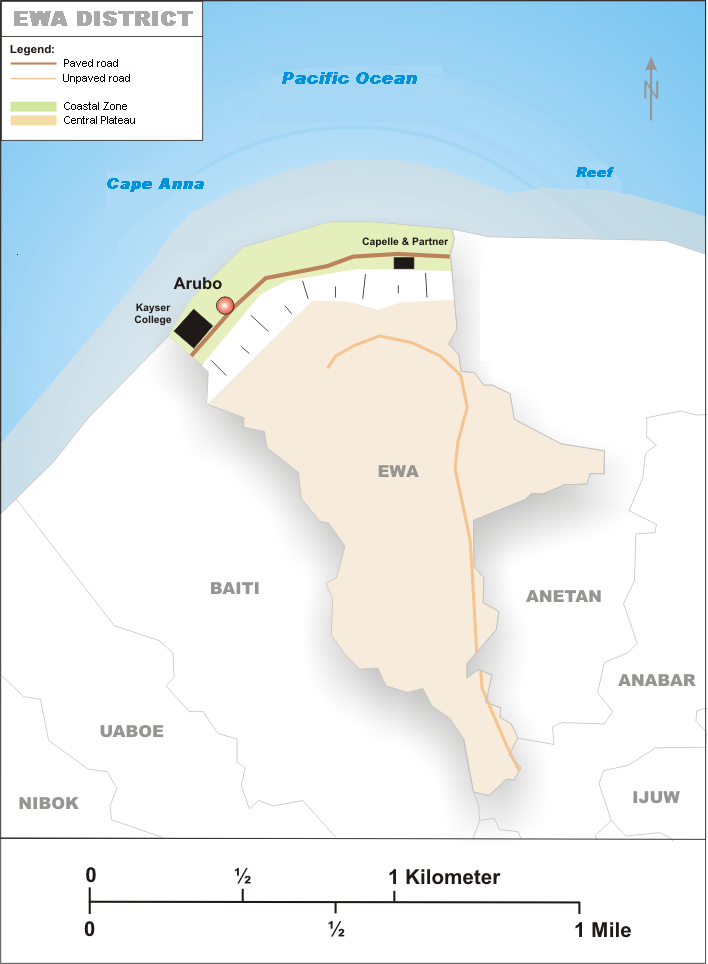

Ewa é um distrito da República de Nauru, localizado no norte da ilha. Tem uma área de 1,2 km² e uma população e em 2011 tinha 300 habitantes. O ponto mais a norte de Nauru situa-se no distrito de Ewa.

## Edifícios e estruturas
- Kayser College - Uma escola K-10. Nomeada em homenagem ao missionário alemão Alois Kayser, que viveu na ilha por quarenta anos. [carece de fontes?]
- Capelle & Partner - uma loja de departamentos que é o maior negócio em Nauru.
- Um campo de Futebol australiano fica a leste de Capelle & Partner; é um pedaço nu de coral.

## Educação
As escolas primárias e secundárias que servem toda a Nauru são Yaren Primary School no Yaren (distrito) (1-3 anos), Escola primária de Nauru no Meneng (distrito) (4-6 anos), Nauru College no Denigomodu (distrito) (7-9 anos) e Escola secundária de Nauru (10-12 anos).
Existe uma escola católica privada, Kayser College, em Ewa. Serve crianças até 8 anos; e serviu de 1 a 11 de abril de 2002. Um novo prédio de três salas de aula foi inaugurado em 8 de maio de 2015. Desde 2002 O Departamento de Educação de Nauru dá à escola 80% de seus fundos.

## Pessoa notável
- Marcus Stephen, apontado Presidente de Nauru em 2007